# Wereldkampioenschappen boogschieten 1936
De Wereldkampioenschappen boogschieten 1936 waren door de Fédération Internationale de Tir à l'Arc (FITA) georganiseerde kampioenschappen voor boogschutters. De zesde editie wereldkampioenschappen vond plaats in het Tsjechoslowaakse Praag van 13 tot en met 17 augustus 1936. Er namen 62 boogschutters deel uit zes landen in vier evenementen.

## Medaillewinnaars
| M/V | Onderdeel   | Goud                                                         | Zilver                                                       | Brons                                     |
| M   | Individueel | Emil Heilborn                                                | Georges De Rons                                              | Jan Musilek                               |
| M   | Team        | Jaroslav Leneček Jan Musilek Ludvik Gasseldorfer Alfred Popp | Józef Wójcik Jerzy Bobulski Czesław Prugar Leon Szymuś       | Emil Heilborn Henry Kjellson Eric Hansson |
| V   | Individueel | Janina Kurkowska                                             | Maria Pańków                                                 | Ina Catani                                |
| V   | Team        | Janina Kurkowska Maria Pańków Zofia Bunch                    | Božena Svobodová Ludmila Vávrová Marie Dvořáčková Formankova | Erna Simon E. Atkinson M. Williams        |

| Rang   | Land                | Goud | Zilver | Brons | Totaal |
| ------ | ------------------- | ---- | ------ | ----- | ------ |
| 1.     | Polen               | 2    | 2      | 0     | 4      |
| 2.     | Tsjecho-Slowakije   | 1    | 1      | 1     | 3      |
| 3.     | Zweden              | 1    | 0      | 2     | 3      |
| 4.     | België              | 0    | 1      | 0     | 1      |
| 5.     | Verenigd Koninkrijk | 0    | 0      | 1     | 1      |
| Totaal | Totaal              | 4    | 4      | 4     | 12     |

1931 ·
1932 ·
1933 ·
1934 ·
1935 ·
1936 ·
1937 ·
1938 ·
1939 ·
1946 ·
1947 ·
1948 ·
1949 ·
1950 ·
1952 ·
1953 ·
1955 ·
1957 ·
1958 ·
1959 ·
1961 ·
1963 ·
1965 ·
1967 ·
1969 ·
1971 ·
1973 ·
1975 ·
1977 ·
1979 ·
1981 ·
1983 ·
1985 ·
1987 ·
1989 ·
1991 ·
1993 ·
1995 ·
1997 ·
1999 ·
2001 ·
2003 ·
2005 ·
2007 ·
2009 ·
2011 ·
2013 ·
2015 ·
2017 ·
2019 ·
2021 ·
2023 ·